# Termas de Río Hondo
Las Termas de Río Hondo es una ciudad del norte de Argentina, en la provincia de Santiago del Estero. Es cabecera del departamento Río Hondo, a orillas del río Dulce. La ciudad es el principal centro termal del país, ya que la misma se encuentra sobre una gran terma mineralizada que cubre 12 km a la redonda. Las aguas se indican especialmente como tónicas así como para la presión sanguínea y el reumatismo. Cuenta con una infraestructura hotelera de más de 170 establecimientos de distintas categorías, con 14.500 plazas, además de numerosos acampes. 

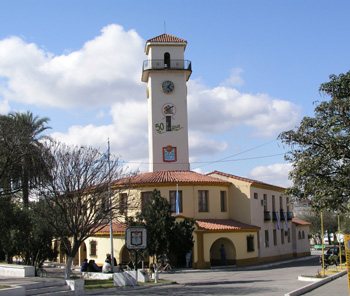
Municipalidad de Las Termas de Río Hondo

## Historia
El Dr. Raimundo Linaro es considerado uno de los pioneros de Termas de Río Hondo. Aunque su asentamiento en la región era anterior, fue quien concibió el proyecto de establecimiento de un balneario termal basado en estudios sobre las aguas minerales del norte de la República Argentina. Médico y naturalista, el Dr. Linaro planeaba aplicar sus conocimientos científicos a la organización y dirección del complejo. Sin embargo, falleció en abril de 1888 antes de concretar sus planes. Estudios de las aguas minerales del norte de la República Estudios de las aguas minerales del norte de la República Argentina,
En enero de ese mismo año, Linaro había adquirido una extensa porción de tierras con el propósito de desarrollar el balneario. Tras su muerte, el proyecto sufrió un retraso, hasta que el martes 14 de agosto de 1888 las propiedades del Dr. Linaro fueron adquiridas por el destacado químico Dr. Adolfo Doering, profesor de la Universidad Nacional de Córdoba y miembro de la Academia Nacional de Ciencias.
La fundación del balneario por parte del Dr. Doering representó una alternativa al hotel termal de Rosario de la Frontera, en la provincia de Salta. En ese entonces, numerosos pacientes provenientes tanto de Santiago del Estero como de provincias vecinas acudían a las aguas termales de Río Hondo, recomendadas por la medicina de la época. El ministro Eduardo Wilde encargó investigaciones científicas sobre las propiedades de estas aguas al científico alemán Adolfo Doering, considerado uno de los fundadores del desarrollo termal en la región Memoria descriptiva de la provincia de Santiago del Estero, editorial University of Michigan, 25 de mayo de 1889, autor Lorenzo Fazio creando el balneario que anhelaba Linaro. El primer hotel Termal en el año 1901 era conocido como "El Bajo" creandose en 1902 el hotel El Alto, según informes de la época  alojándose 2500 personas por año. 

## Población
Cuenta con 32 166 habitantes (Indec, 2010)  lo que representa un incremento del 15,54% frente a los 27 838 habitantes (Indec, 2001) del censo del 2001. Esta población la sitúa como el segundo aglomerado urbano de su provincia, después de Santiago del Estero - La Banda.
| Gráfica de evolución demográfica de Las Termas de Río Hondo entre 1960 y 2010 |
|                                                                               |
| Fuentes: INDEC                                                                |

## Fechas importantes
- 6 de septiembre de 1954, es declarada ciudad.
- 1958, el Municipio obtuvo su autonomía, elige primer intendente municipal a Luis Jorge Manzur.

## Encuentros y convenciones

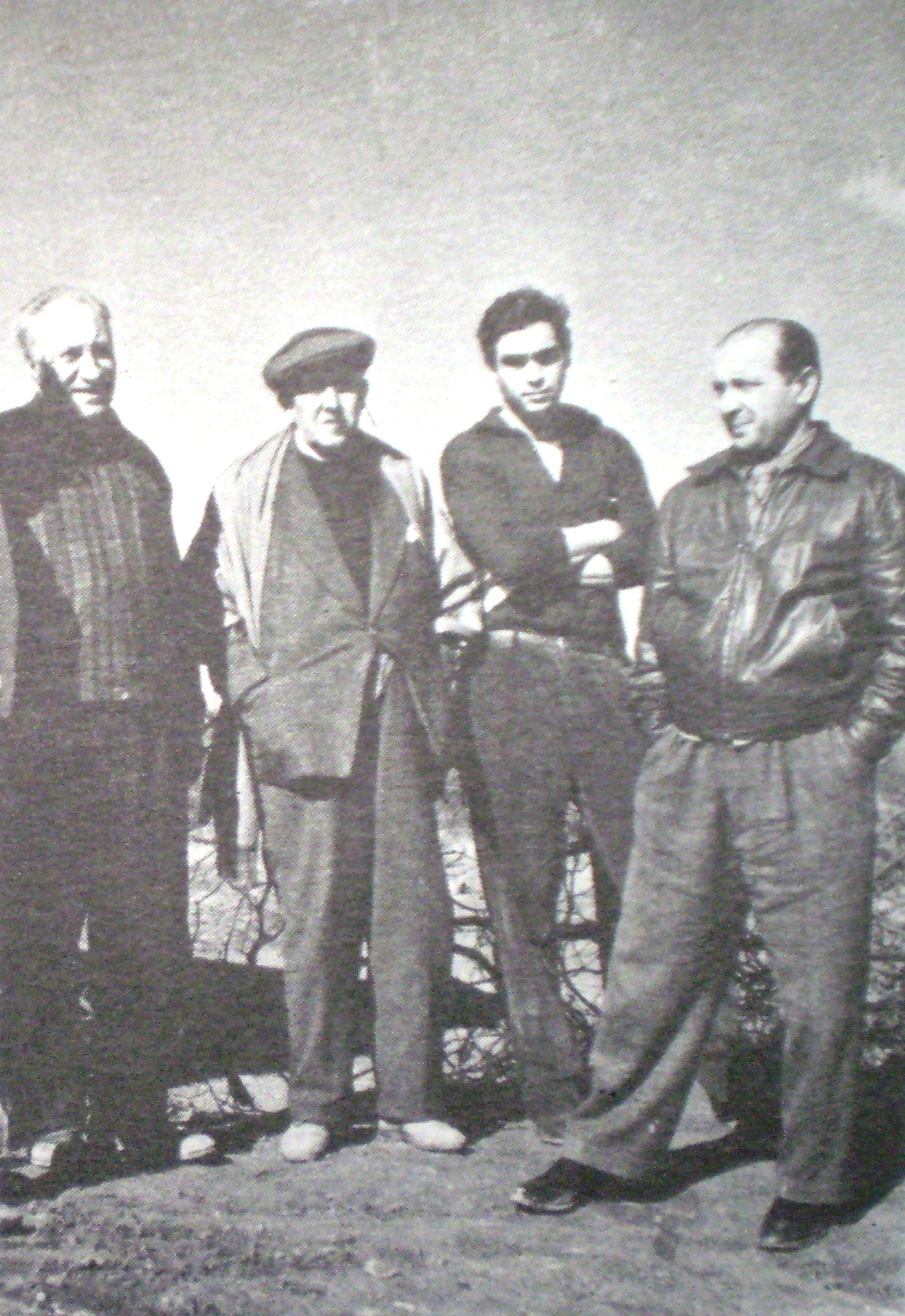
Los pintores Juan Carlos Castagnino, Lino Enea Spilimbergo, Carlos Alonso y Antonio Berni en Río Hondo (1958)

Por la naturaleza de sus aguas termales y su infraestructura hotelera ha sido y es lugar de organización de encuentros, congresos y convenciones. Numerosas entidades han encontrado en Las Termas de Río Hondo un lugar ideal para reunir a sus miembros y celebrar allí reuniones y eventos, como lo es el 20 de septiembre que se celebra el Día del Jubilado, fiesta que se realiza en esta ciudad organizada por el Grand Hotel (Hipólito Irigoyen 2256) y la Empresa Pedraza Viajes y Turismo; donde se realizan varios eventos días anteriores para la preselección del rey y reina y el 20 de septiembre se realiza el evento principal, cortando la calle, con artistas y la elección del Rey y Reina anual del jubilado.
Precursor de estos tal vez ha sido el celebrado en el año 1958 donde numerosos pintores argentinos se dieron cita.
Desde el año 2014, el Autódromo Internacional de Las Termas de Río Hondo es la sede de la 2.ª fecha anual del campeonato internacional de Motociclismo de Velocidad MotoGP, Moto2 y Moto3, haciendo crecer exponencialmente el turismo de la región.

## Acampes
- Complejo del Lago
- Villa del Lago
- Camping Club El Mirador, RN 9 y Urquiza - so Norte al Dique Frontal -
- Camping ACA
- Camping Del Río
- La Olla
- Piedra Blanca
- Camping La Olla

## Religión
Parroquias de la Iglesia Católica 
| Diócesis  | Santiago del Estero                                                                                    |
| --------- | --- |
| Parroquia | Nuestra Señora del Perpetuo Socorro. Dirección: calle Sarmiento 149 C.P.: 4220 Teléfono: 03858- 421675 |

Además, hay presencia de numerosas congregaciones protestantes en sus múltiples vertientes.